# مغالطة صورية
المغالطة الصورية نمط من التفكير والاستدلال يؤدى لنتائج خاطئة بسبب عيوب في بنيته المنطقية، ويمكن التعبير عن هذه العيوب بدقة بموجب الأنظمة المنطقية القياسية مثل نظام المنطق الحسابي. ويتم تعريفها ايضًا على أنه حجة استنتاجية غير صحيحة. يمكن أن يكون للحجة نفسها مقدمات صحيحة ولكن لا يزال يعتبر استنتاجها خاطئًا. وبالتالي تعتبر المغالطة الصورية مغالطة عندما يصبح الاستنباط خاطئًا ويتوقف عن كونه عملية منطقية. ومع ذلك قد لا يؤثر هذا الأمر على صحة الاستنتاج لأن صحة الاستنتاج وشرعيته امران منفصلان في المنطق الصوري.
على الرغم من أن الحجة المنطقية تكون غير متسلسلة فقط إذا كانت خاطئة، فإن مصطلح عدم التسلسل يشير عادة إلى تلك الأنواع من الحجج غير الصحيحة التي لا تشكل مغالطات صورية تدل عليها مصطلحات معينة. وبتعبير آخر من الناحية العملية: يشير مصطلح عدم التسلسل إلى مغالطة صورية غير محددة.
وتوجد حالة خاصة تسمى مغالطة رياضية وهي طرح برهان رياضي غير صحيح عمدًا، وغالبًا ما يكون ذلك خطأ واضح يتم اخفاءه بطريقة ما. عادة ما يتم صياغة المغالطات الرياضية وعرضها للأغراض التعليمية، وعادة ما تأخذ شكل برهان زائف بسبب التناقضات الواضحة فيه.
إن المغالطة الصورية عكس المغالطة غير الصورية تمامًا، والتي قد يكون لها شكل منطقي صحيح ومع ذلك تكون غير صحيحة بسبب أحد المبادئ غير الصحيحة أو أكثر.

## التصنيف
التنصيف القياسي للمغالطات المنطقية بحسب ارسطو:
- مغالطة من أربعة اجزاء.
- مغالطة الوسط غير الموزع.
- مغالطة العملية الممنوعة في القسم الرئيسي أو الثانوي.
- الاستنتاج الإيجابي من فرضية سلبية.

تشمل المغالطات المنطقية الأخرى ما يلي:
- مغالطة الاعتماد على الذات.

يشير مصطلح المغالطة المنطقية في الفلسفة إلى مغالطة صورية، وهو خلل في بنية حجة استنتاجية، مما يجعل هذه الحجة خاطئة. ورغم ذلك غالبًا ما يتم استخدامه بشكل عام في الخطاب غير الصوري للدلالة على حجة تحتوي مشاكل لأي سبب من الأسباب، وبالتالي فهو يشمل مغالطات غير صورية بالإضافة إلى مغالطات صورية، بالإضافة لأي ادعاءات صحيحة ولكنها غير سليمة أو حجة ضعيفة غير استنتاجية.
إن وجود مغالطة صورية في حجة استنتاجية لا يوثر نهائيًا على مبادئ الحجة أو نتيجتها. قد يكون كلاهما صحيحًا، أو حتى يمكن أن تكون النتيجة أكثر احتمالًا تبعًا للحجة (على سبيل المثال مغالطة الاحتكام إلى السلطة)، لكن الحجة الاستنتاجية لا تزال غير صالحة لأن الاستنتاج لا يتبع المبادئ المطروحة بالطريقة الموضحة. وبالتالي يمكن أن تحتوي الحجة على مغالطة صورية حتى لو لم تكن الحجة استنتاجية، على سبيل المثال الحجة الاستقرائية التي تطبق بشكل غير صحيح مبادئ الاحتمال أو السببية يمكن أن يقال إنها ترتكب مغالطة صورية.

### مغالطة التأكيد على النتائج المترتبة
أي حجة تأخذ النموذج التالي هي نموذج لمغالطة عدم التسلسل:
1. إذا كان A صحيحًا يكون B صحيحًا.
2. إن B صحيح.
3. لذلك A ايضًا صحيح.

حتى لو كانت الفرضية والنتيجة صحيحتان فإن النتيجة ليست نتيجة حتمية للفرضية. ويسمى هذا النوع من مغالطات عدم التسلسل أيضًا بمغالطة التأكيد على النتائج.
مثال آخر لمغالطة التأكيد على النتائج:
1. إذا كان جاكسون إنسانًا (A) فإن جاكسون هو حيوان من الثدييات (B).
2. جاكسون هو حيوان ثديّ (B)
3. لذلك جاكسون هو إنسان (A)

في حين أن الاستنتاج قد يكون صحيحًا، إلا أنه غير متتابع من الفرضيات:
1. البشر من الثدييات.
2. جاكسون هو حيوان ثديي.
3. لذلك جاكسون هو إنسان.

إن صحة النتيجة امر مستقل عن صحة فرضيتها فهي إذًا حجة غير متسلسلة، لأن جاكسون قد يكون حيوانا ثديًا دون أن يكون إنسانًا. قد يكون فيل.
مغالطة التأكيد على النتائج المترتبة هي في الاساس نفس مغالطة الوسط غير الموزع، ولكن باستخدام الفرضيات بدلًا من تحديد العضوية.

### مغالطة رفض العكس
مثال آخر على مغالطة عدم التسلسل:
1. إذا كان A صحيحًا، فحينئذٍ يكون B صحيحًا.
2. و A غير صحيح.
3. لذلك يكون B غير صحيح.

في حين أن B يمكن أن يكون خاطئًا إلا أنه لا يمكننا ربط ذلك بالفرضية لأن البيان غير متسلسل. وهذا ما يسمى مغالطة رفض العكس.
مثال آخر على مغالطة رفض العكس:
1. إذا كنتُ يابانيًا، فأنا آسيوي.
2. أنا لست يابانيًا.
3. لذلك فأنا لست آسيوي.

في حين أن النتيجة قد تكون صحيحة إلا أنها لا تتسلسل من المبادئ بشكل صحيح. لأنه من الممكن أن يكون المتحدث من جنسية اسيوية أخرى مثل الصينية، في هذه الحالة ستكون الفرضية صحيحة لكن النتيجة خاطئة. هذه الحجة تبقى مغالطة حتى لو كان الاستنتاج صحيحًا.

### مغالطة التأكيد على عدم الترابط
إن التأكيد على عدم الترابط هو مغالطة، نأخذ مثال في الشكل التالي:
1. إما A صحيح أو B صحيح.
2. إذا كان B صحيح.
3. يكون A ليس صحيحًا.

إن الاستنتاج غير متتابع من الفرضيات حيث يمكن أن يكون A و B صحيحان.
مثال آخر لمغالطة التأكيد على عدم الترابط:
1. أنا في المنزل أو أنا في المدينة.
2. انا في المنزل.
3. لذلك أنا لست في المدينة.

في حين أن النتيجة قد تكون صحيحة إلا أنها غير متسلسلة من المبادئ. بحيث يمكن أن يكون الشخص في المدينة والمنزل معًا، وفي هذه الحالة يكون المبدأ صحيح لكن الاستنتاج خاطئ. هذه الحجة لا تزال تعتبر مغالطة حتى لو كان الاستنتاج صحيحًا.
لاحظ أن هذه مجرد مغالطة منطقية عندما تكون الكلمة (أو) ضمن شكلها العام. إذا كان الاحتمالان في السؤال غير معتمدين على بعضهما فإن هذه ليست مغالطة منطقية. فمثلًا:
1. أنا في المنزل أو أنا في المدينة.
2. انا في المنزل.
3. لذلك أنا لست في المدينة.

### مغالطة إنكار الترابط
إن إنكار أي ارتباط هو مغالطة عندما تكون على الشكل التالي:
1. ليست الحالة الواقعية ان A صحيح و B صحيح.
2. إن B غير صحيح.
3. لذلك فإن A صحيح.

الاستنتاج هنا غير متسلسل من الفرضية كما يمكن أن تكون الحالة هي أن A و B غير صحيحان.
مثال آخر على مغالطة إنكار الترابط:
1. لا أستطيع أن أكون في المنزل وفي المدينة.
2. أنا لست في المنزل.
3. هذا يعني: أنا في المدينة.

في حين أن النتيجة قد تكون صحيحة إلا أنها لا تتبع المبادئ. بحيث يمكن ألّا يكون المتحدث في المنزل ولا في المدينة، وفي هذه الحالة تكون الفرضية صحيحة ولكن النتيجة خاطئة. هذه الحجة لا تزال تعتبر مغالطة حتى لو كانت النتيجة صحيحة.

### عكس المغالطة غير الصورية
لا يُستخدم المنطق الصوري لتحديد ما إذا كانت الحجة صحيحة أم لا. يمكن أن تكون الحجج الصورية صحيحة أو غير صحيحة. قد تكون الحجج الصحيحة أيضًا سليمة أو غير سليمة.
- تمتلك الحجة الصحيحة بنية صورية خالية من الاخطاء. الحجة الصحيحة هي إذا كانت المبادئ صحيحة فيجب أن يكون الاستنتاج صحيحًا.
- تعتبر الحجة المألوفة حجة صحيحة بالشكل الصوري وتحتوي أيضًا على مبادئ حقيقية.

من الناحية المثالية إن أفضل نوع من الحجج الصورية هو الحجة الصحيحة المألوفة.
المغالطات الصورية لا تأخذ بعين الاعتبار مدى أُلفَة الحجج بل صحتها. عادة ما يتم تمثيل المبادئ في المنطق الصوري عن طريق الاحرف (الأكثر شيوعًا هما p وq). تحدث المغالطة عندما يكون هيكل الحجة غير صحيح على الرغم من صحة المبادئ.
كما في القياس الاستثنائي لا تحتوي الحجة التالية على مغالطات صورية:
1. إذا كان يوجد P ثم Q
2. إن P موجود.
3. عندئذ Q أيضًا موجود.

يشار إلى المغالطة المنطقية المرتبطة بهذا الشكل من الحجج على أنها مغالطة تأكيد على النتائج، والتي ستبدو كالتالي:
1. إذا كان يوجد P ثم Q.
2. إن Q موجود.
3. عندئذ P أيضًا موجود.

هذه مغالطة لأنها لا تأخذ في الاعتبار الاحتمالات الأخرى. لتوضيح ذلك نستبدل الاحرف بمبادئ:
1. إذا هطل المطر سيكون الشارع مبللًا.
2. الشارع مبلل.
3. لذلك قد هطلَ المطر.

على الرغم من إمكانية أن يكون هذا الاستنتاج صحيحًا، إلا أن ذلك لا يعني بالضرورة أنه يجب أن يكون صحيحًا. قد يكون الشارع مبللًا لعدة أسباب أخرى لا تأخذها هذه الحجة بعين الاعتبار. ومع ذلك إذا نظرنا إلى الشكل الصحيح التالي للحجة يمكننا أن نرى أن الاستنتاج يجب أن يكون صحيحًا:
1. إذا هطل المطر سيكون الشارع مبللًا.
2. لقد أمطرت.
3. لذلك الشارع مبلل.

هذه الحجة صحيحة، وإذا امطرت ستكون مألوفة أيضًا.
إذا كان الحدثان رقم 1 و 2 قد تحققا فإن الحدث رقم 3 سيكون صحيحًا تبعًا لهم. ومع ذلك قد يكون الحدثين رقم 1 أو 2 غير صحيحين. فمثلا:
1. إذا طرح ألبرت أينشتاين بيانًا علميًا فهو صحيح.
2. يذكر ألبرت أينشتاين أن جميع علوم ميكانيكا الكم صحيحة وموثوقة.
3. لذلك فمن المؤكد أن ميكانيكا الكم صحيحة.

في هذه الحالة العبارة 1 خاطئة. إن المغالطة غير الصورية التي تم ارتكابها في هذا التأكيد هي مغالطة الاحتكام إلى السلطة. على عكس ذلك يمكن أن تحتوي الحجة ذات المغالطة الصورية على مبادئ جميعها صحيحة:
1. إذا كان شخص ما يملك فورت نوكس (خزينة سبائك الذهب في الولايات المتحدة الأمريكية) فهو غني.
2. بيل غيتس غني.
3. هذا يعني أن بيل غيتس يملك فورت نوكس.

على الرغم من أن 1 و 2 عبارات صحيحة، الا ان 3 لا غير متسلسلة منها لأن الحجة هنا ارتكبت المغالطة الصورية المسماة التأكيد على النتائج.
يمكن أن تحتوي الحجة على مغالطة صورية ومغالطة غير صورية وتعطي أيضًا نتيجة صحيحة، نذكر على سبيل المثال مغالطة التأكيد على النتائج من فرضية غير صحيحة:
1. إذا طرح عالمٌ بيانًا حول العلم فهو صحيح.
2. الحقيقة أن ميكانيكا الكم هي علم صحيح مؤكد.
3. هذا يعني أن عالمًا قد طرح بيان حول هذا الموضوع.

## أمثلة شائعة

مخطط فن

«بعض الأدلة الرئيسية الخاصة بك مفقودة أو ناقصة أو حتى مزورة! هذا يثبت أنني على حق!»
«لا يمكن للطبيب البيطري العثور على أي تفسير معقول لسبب موت كلبي. انظر! انظر! هذا يثبت أنك قد سممته! لا يوجد تفسير منطقي آخر!»
«أحبَّ أدولف هتلر الكلاب. كان هتلر شريرًا. لذلك فإن حب الكلاب فعل شرير»
إن المغالطة المنطقية بالمعنى الحرفي هي التطبيق الخاطئ لمبدأ منطقي صحيح أو تطبيق لمبدأ غير موجود:
1. الناس في ولاية كنتاكي يدعمون فكرة بناء سياج حدودي.
2. الناس في نيويورك لا يدعمون بناء ذلك السياج الحدودي.
3. هذا يعني أن الناس في نيويورك لا يدعمون سكان ولاية كنتاكي.

وهذه تعتبر مغالطة.
غالبًا ما يجد الناس صعوبة في تطبيق قواعد المنطق. على سبيل المثال قد يقول الشخص أن القياس المنطقي التالي صحيح في حين أنه ليس صحيحًا:
1. كل الطيور لديها مناقير.
2. هذا المخلوق لديه منقار.
3. لذلك هذا المخلوق هو طائر.

قد يكون هذا المخلوق طائرًا ولكن هذا الاستنتاج غير متتابع من المبادئ. بعض الحيوانات الأخرى لديها أيضًا مناقير على سبيل المثال: الأخطبوط والحبار كلاهما يملكان مناقير، وبعض السلاحف والحيتانيات ايضًا تملك مناقير. تحدث أخطاء من هذا النوع لأن الناس يعكسون الفرضية. في هذه الحالة يتم تحويل فرضية (جميع الطيور لديها مناقير) إلى فرضية (جميع الحيوانات التي تملك مناقير هي الطيور). الفرضية المعكوسة معقولة لأن القليل من الناس يدركون وجود حالات من المخلوقات ذات المناقير إلى جانب الطيور، لكن في النهاية الفرضية المعكوسة ليست صحيحة. وبهذه الطريقة تتشكل المغالطة الاستنتاجية من مبادئ قد تبدو منطقية بشكل مستقل، ولكن عندما يتم وضعها معًا يظهر أنها غير صحيحة.

## مغالطة عدم التسلسل في الكلام اليومي
يعرّف عدم التسلسل في الخطاب اليومي بأنه عبارة عن خطاب لا يرتبط فيه الجزء الأخير (الاستنتاج) نهائيًا بالجزء الأول (المبادئ)، على سبيل المثال:
هذه الجملة غير متسلسلة ولا يرتبط الجزء الاخير منها بالبداية.